# Ten-Boom-Haus

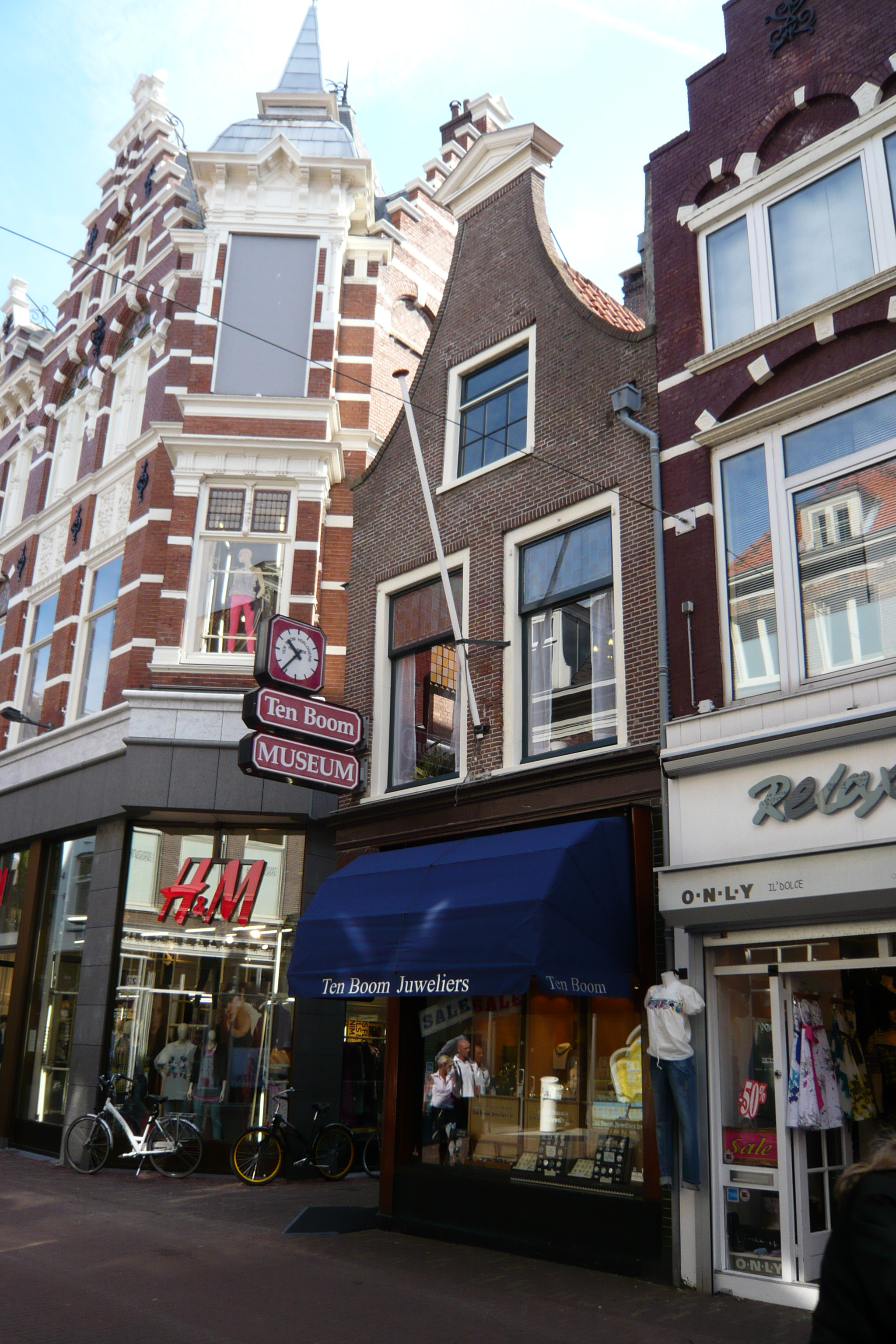
Das Ten Boom Museum in der Barteljorisstraat in Haarlem. Es handelt sich um ein Haus aus dem 17. Jahrhundert mit einer Halsgiebel-Fassade.

Das Ten-Boom-Haus in der Barteljorisstraat 19 in der nordholländischen Stadt Haarlem ist ein Museum, das dem Gedenken an Corrie ten Boom gewidmet ist.
In den Jahren von 1837 bis 1944 befand sich im Gebäude das Uhrengeschäft der Familie Ten Boom. Das Haus darüber wurde von der Familie bewohnt, zuletzt von Casper ten Boom und seinen unverheirateten Töchtern Elisabeth (Betsie) und Cornelia (Corrie). Casper ten Boom war als Uhrmacher international bekannt. Die Familie nannte das Haus „Béjé“, was sich vom Namen der Straße, Barteljorisstraat, ableitet. 

## Kriegsjahre
Während des Krieges fungierte das Haus als Unterschlupf für Juden, Widerstandskämpfer und andere im Untergrund lebende Flüchtlinge. In einer der Räumlichkeiten wurde eine Attrappe einer Wand errichtet, welche den Zweck erfüllte, den Menschen im Falle eines Angriffs als Schutz zu dienen. Das Gebäude wurde aus zwei angrenzenden Häusern zusammengesetzt. Daher weisen die Böden des Hauses ungleiche Höhen auf und die Räume sind unterschiedlich groß. Dies ermöglichte die Einrichtung eines geheimen Raumes, ohne dass ein leerer Raum sofort auffiel. Im Schaufenster wurde eine kleine, dreieckige Werbetafel aufgestellt, um anzuzeigen, dass die Luft rein war.
Am 28. Februar 1944 erfolgte eine Razzia durch die Gestapo. Sechs Personen befanden sich zu diesem Zeitpunkt in dem Geheimraum, wurden jedoch nicht aufgefunden. Die drei ständigen Bewohner des Hauses, Caspar, Betsie und Corrie wurden hingegen verhaftet. Nach dem Verrat gelang es den Nationalsozialisten, zahlreiche weitere Gefangene zu machen, indem sie das Schild fälschlicherweise ins Fenster stellten. 
Am 9. März 1944 verstarb Casper ten Boom, der Vater, im Alter von 84 Jahren im Gefängnis von Scheveningen. Seine beiden Töchter kamen in das Konzentrationslager Ravensbrück. Betsie verstarb dort am 16. Dezember 1944 im Alter von 59 Jahren an Auszehrung.

## Nachkriegsjahre
Nach dem Krieg war Corrie ten Boom die einzige Überlebende der drei Bewohner des Hauses und somit Eigentümerin des Anwesens. Mit Beginn ihrer weltweiten Missionsreisen veräußerte sie das Gebäude. Die als falsch identifizierte Mauer wurde von den neuen Bewohnern abgebrochen. Das Anwesen in der Barteljorisstraat wurde erneut als Wohnhaus und Uhrengeschäft genutzt, wobei der bekannte Name Ten Boom beibehalten wurde. Das Uhrengeschäft wurde häufig von ausländischen Touristen besucht, da Corrie ten Boom vor allem in den Vereinigten Staaten zunehmend an Bekanntheit gewann, jedoch konnte das Haus nicht besichtigt werden. Sie verstarb 1983, an ihrem 91. Geburtstag. In diesem Jahr wurde das Haus von der Stiftung Corrie-ten-Boom-Fonds erworben und renoviert. 

## Museumseröffnung
Am 15. April 1988, fünf Jahre nach dem Todestag von Corrie ten Boom, wurde es als Corrie-ten-Boom-Museum eröffnet. Das Anwesen wurde wieder im Stil der Kriegszeit wohnlich eingerichtet. Die falsche Wand wurde wieder aufgebaut und ein Loch geschnitten, damit die Besucher den geheimen Raum deutlicher sehen konnten, ohne durch das kleine Loch zu kriechen.
Der Uhrenladen blieb erhalten, allerdings getrennt von Haus und Museum und nicht mehr unter der Leitung der Familie Ten Boom. Im Jahr 2019 schloss das Uhrengeschäft und wurde an das Museum angegliedert. 

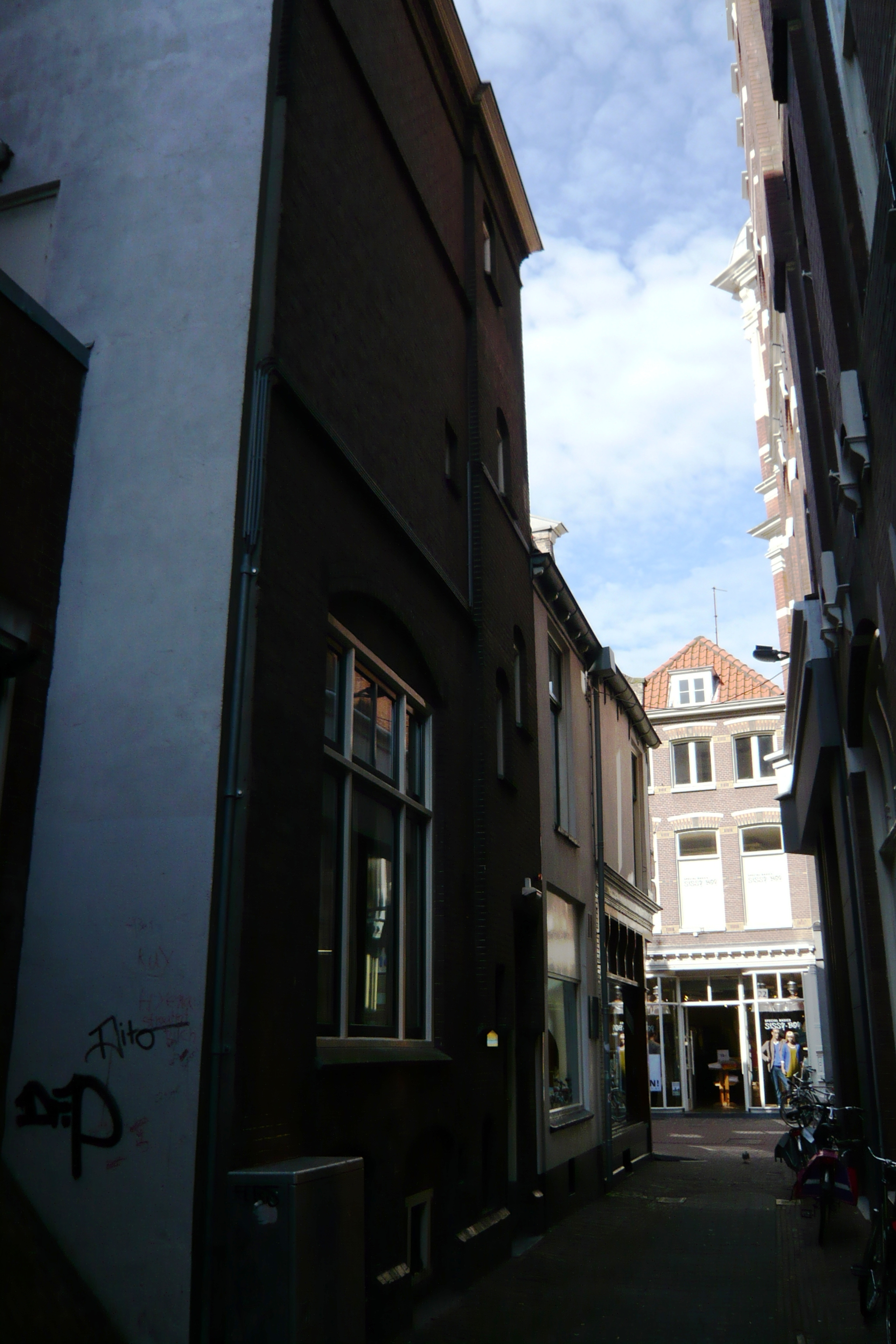
Der Blick vom Schoutensteeg, einer Seitengasse, richtet sich nach Westen, wo er auf die Barteljorisstraat trifft.
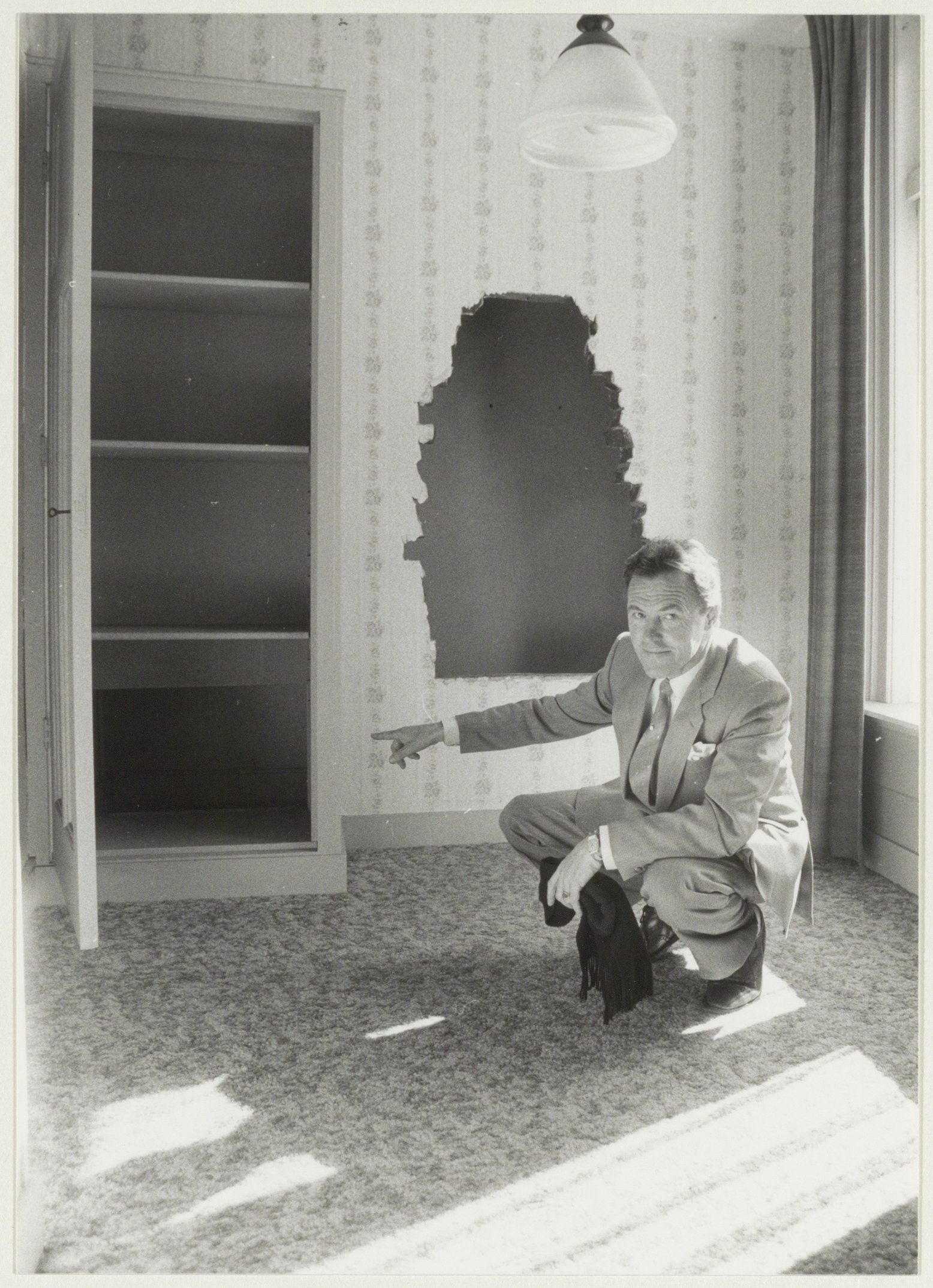
Zugang zum geheimen Räumchen im Corrie-ten-Haus
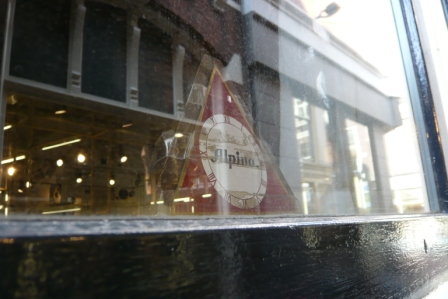
Das sogenannte Alpina-Dreieck, welches von der Familie Ten Boom in ihrem Schaufenster im Haarlemer Schoutensteeg als „Entwarnung“ angebracht wurde,